# Husockupation

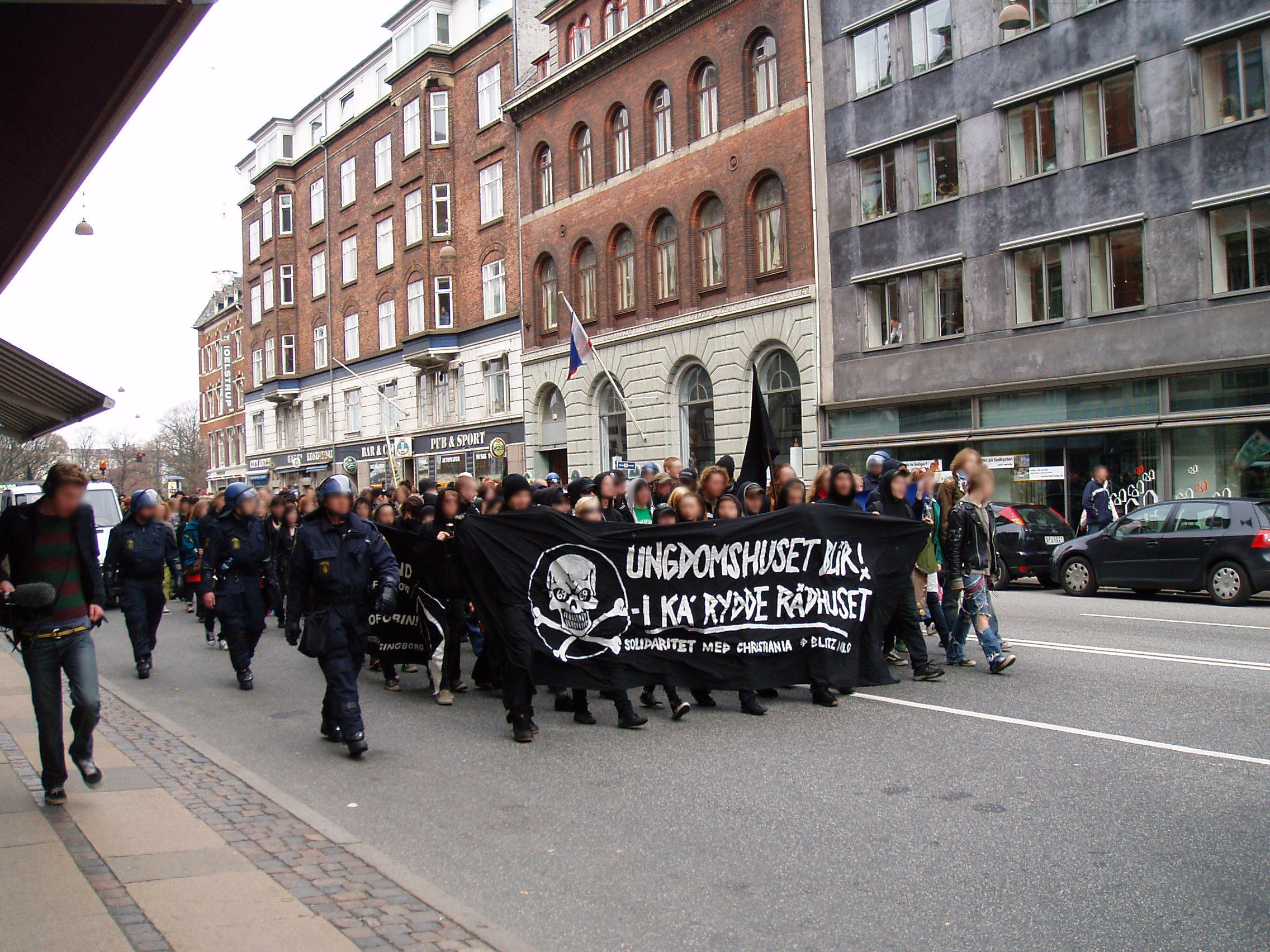
Demonstration för det ockuperade Ungdomshuset i Köpenhamn.

Husockupation innebär att personer, utan formell besittningsrätt, tar över och använder en byggnad eller bostad som står tom. Detta görs ofta av aktivister eller hemlösa som vill uppmärksamma frågor om bostadsbrist, tomma fastigheter, eller orättvisa hyresnivåer. Ockupationer kan vara tillfälliga eller pågå under längre tid, och de kan ske både i privata och offentliga byggnader.
I juridiken kallas detta ibland för "besittningsrubbning" eller "olaga intrång". 
I Latinamerika, Asien och Afrika bor en växande del av befolkningen i självbyggen på ockuperade landområden, så kallade favelor. I vissa länder, exempelvis Nederländerna, har husockupationer legaliserats.

## Bakgrund

Husockupantsymbolen.

Den nutida, europeiska husockupantrörelsens ursprung är förlagd till efterkrigstiden, men främst till 1970-talets början. I stadsdelen Kreuzberg i Västberlin bodde uppemot 20 000 människor i ett alternativt kollektivsamhälle med bostäder, butiker, daghem och verkstäder. Lokalerna var ofta ockuperade rivningshus. Myndigheterna svarade med vräkning och avhysning.  
Detta utgjorde bakgrunden till BZ-rörelsen (efter tyskans "besetzt" som ungefär betyder "besätta" eller ockupera), som spred sig över Europa; i Holland under beteckningen krakers och i England squatters. Ockupantrörelsens symbol, ett "N" med en pil, inskrivet i en cirkel, blev också vanligt förekommande.  
Tyskland och England har haft en särskilt livlig rörelse som på sina håll mer eller mindre permanent har ockuperat hela kvarter eller landområden. Den 24-25 april 1999 avhölls ett Ockupations-VM i Leipzig, där ett hundratal hus under en kortare tid hölls av uppemot 1000 aktivister. 

### Christiania
Ockupationen av det tidigare kasernområdet Christiania i Köpenhamn är den utan jämförelse längsta. Våren 1971 intog de 20 första ockupanterna 170 byggnader och i dag har området en bofast befolkning på uppemot 800 personer. Myndigheterna har vid ett flertal tillfällen försökt avhysa ockupanterna, men hittills utan framgång.

### Jagtvej 69
Ungdomshuset på Jagtvej 69 i Köpenhamn var en byggnad som använts som samlingspunkt för vänsterungdomar och för Köpenhamns punk- och undergroundscen sedan 1982. Ursprungligen hade man ett nyttjandekontrakt från kommunen. Under 1990-talet kritiserades Ungdomshuset för att man störde grannar och inte betalade hyran i tid, och 1997 ansågs användaravtalet brutet. Hyresvillkoren omförhandlades till tre månaders uppsägning och 1999 beslutade Köpenhamns kommun att sälja huset.[källa behövs] Ungdomshusets brukare vägrade dock att ge den nya ägaren tillträde. 1 mars 2007 stormades huset av dansk polis, vilket ledde till Kravaller i Köpenhamn. Den 5 mars 2007 påbörjades rivningen. 650 personer hade då anhållits. Den 6 mars var rivningen i stort sett färdig, efter en natts arbete. Under tiden fortsatte protester i form av bland annat blockader och ockupationer mot danska konsulat runt om i världen. Den 1 april 2008 enades politikerna om att ett nytt Ungdomshus skulle etableras på Dorotheavej 61 så fort som möjligt.

### Nederländerna
I Nederländerna legaliserades husockupationerna i början av 1970-talet. Lagtexten anger bland annat följande skäl till att husockupation får förekomma:
1. ingen har bott i fastigheten under det senaste året
2. fastigheten har inte bytt ägare under det senaste året
3. fastigheten har inte något annat användningsområde, till exempel som lagerbyggnad.

### Allaktivitetshuset
I slutet av 1960-talet och början av 1970-talet fanns en livaktig rörelse i Europa som verkade för ökad gemenskap och mot social isolering mellan grupper i samhället. En tanke som föddes ur detta var idén om "allaktivitetshus". Exempel på sådana var Palle Nielsens utställning Modellen på Moderna Museet 1968, Avenyn 18 i Göteborg (1968), konstnärskollektivet i Gasklockan i Sabbatsbergsområdet i Stockholm, Gamla Bro i Stockholm (1969-1972), Hagahuset, Göteborg (1970-1974), Paradisio och Fantasio i Amsterdam, Toneby Hall i London och Sprängkullen (1974-1986). Efter 45 års kamp invigdes Lunds Allaktivitetshus den 24 januari 2015 i lokalen Vilda Väster på Stenmästarevägen 7C.

### Sverige
Huvudartikel: Husockupationer i Sverige
I Sverige har det varit tre större vågor av husockupationer: en på sent 1960-tal och tidigt 1970-tal, en under mitten av 1980-talet och en under mitten av 2000-talet. Även på 1990-talet ockuperades hus av olika orsaker. En synonym för husockupanter har varit "husnallar".

## Samhällets motreaktioner

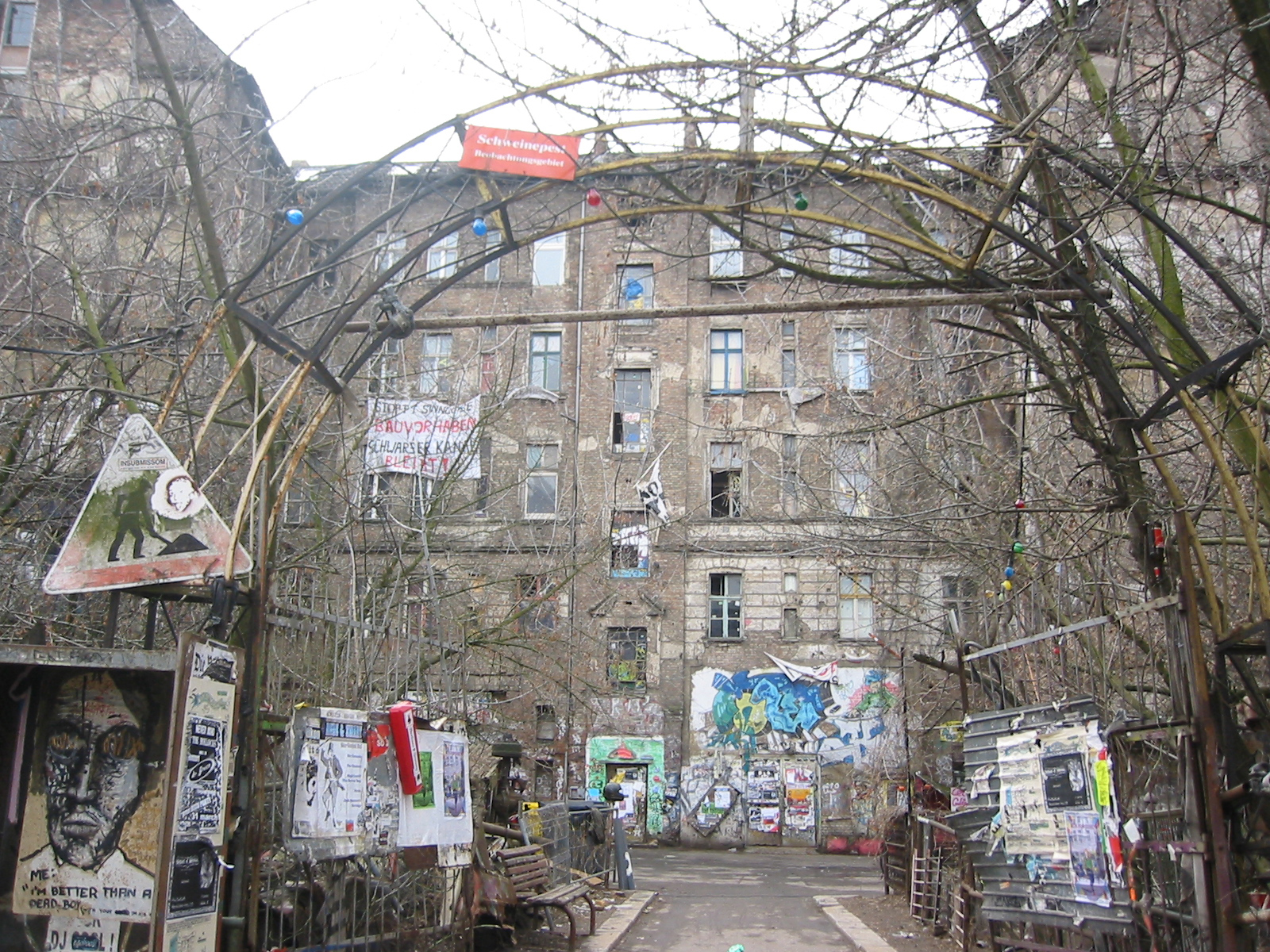
Ockuperade huset Köpi i Berlin

Det europeiska säkerhetspolitiska samarbetsorganet Trevi gjorde upp en plan enligt vilken alla husockupationer i Europa skulle vara upphävda före 1992. 1990-1992 gjordes också en polisiär offensiv. Sedan dess har ockupationerna varit mer sporadiska.